# Hünenberg
Hünenberg és un municipi del cantó de Zug (Suïssa).

## Història

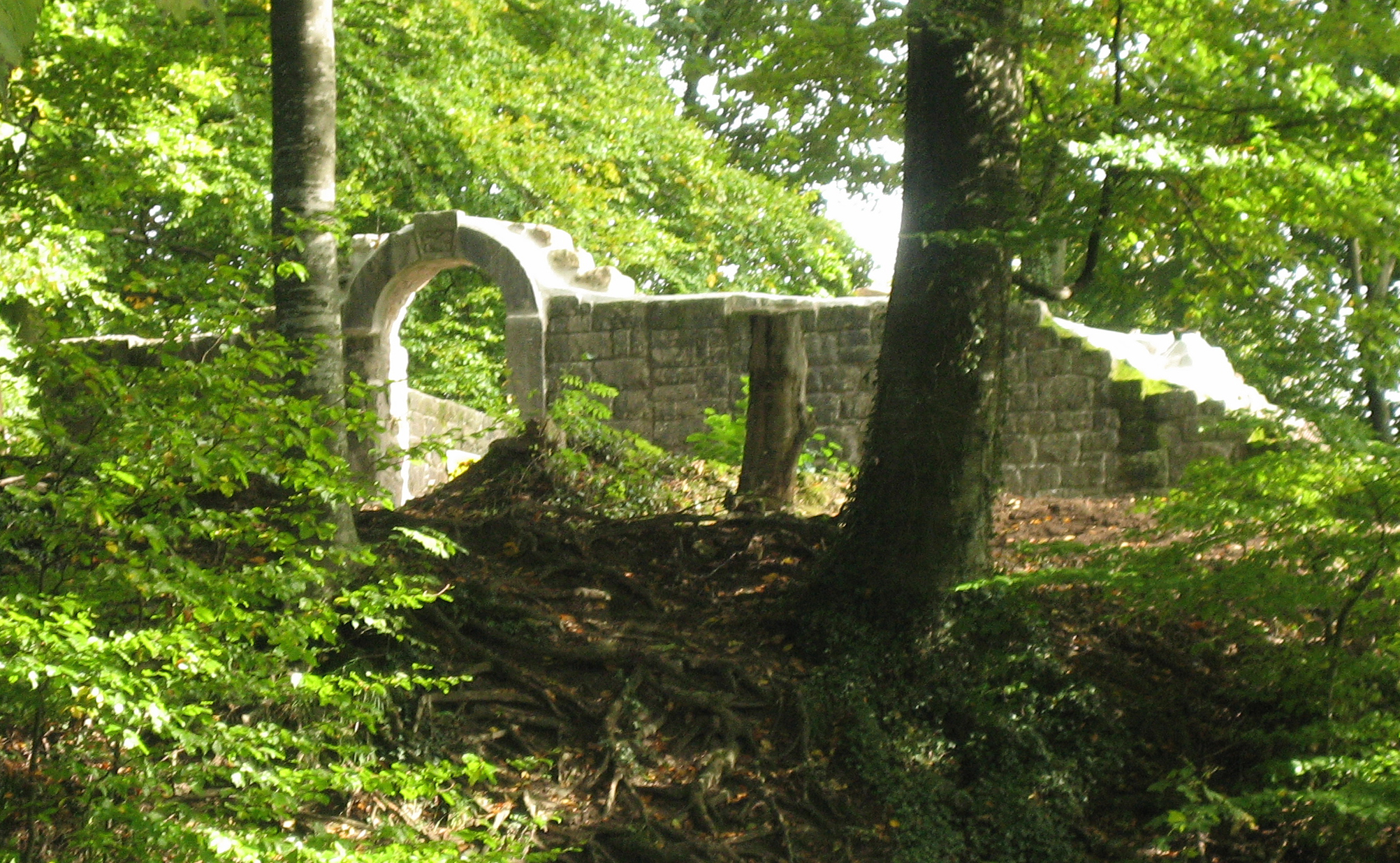
Ruïnes del castell Hünenberg

Hünenberg és esmentat el 1173 com de Hunberg, encara que aquest document és considerat una falsificació. El 1185 va ser esmentat com de Hunoberg i el 1239 com de Hunaberc.

## Geografia
Hünenberg té una superfície, el 2006, de 18.4 km²). D'aquesta àrea un 63,4% és utilitzat per propòsits agrícoles, mentre el 17% es bosc. De la resta de la terra, un 12% són edificis o carreteres i la resta,(7.3%) és no productiu (rius, glaceres o muntanyes).
El municipi és localitzat entre el rius Reuss, Lorze i el Llac de Zug.

## Demografia
Hünenberg té una població (31 de desembre de 2018) de 8.808 habitants. El 2007, el 12,1% de la població estava formada per ciutadans estrangers. Els últims 10 anys la població ha crescut un 21,1%. La majoria de la població (2000) parla alemany (91,7%), la segona llengua és l'anglès (1,8%) i la tercera el francès (1,3%).
En les Eleccions federals suïsses de 2007 el partit més votat va ser el Partit Popular Suís que va rebre el 27,5% dels vots. Els següents tres partits més votats van ser el Partit Popular Democristià de Suïssa (26,7%), el Partit Radical Democràtic de Suïssa (21,9%) i el Partit Verd de Suïssa (15,3%).
A Hünenberg aproximadament el 85,9% de la població (entre edat 25-64) ha completat l'educació secundària superior, universitària o un Fachhochschule).
Hünenberg té un índex d'atur del 1,39%. El 2005 hi havia 253 persones ocupades en el sector econòmic primari i 74 negocis en aquest sector. 1.092 persones estan ocupades en el sector secundari i hi ha 95 negocis en aquest sector. 2.881 persones estan ocupades en el sector terciari, amb 445 negocis en aquest sector.
L'històric de la població és dona en la taula següent:
| Any  | Població |
| ---- | -------- |
| 1771 | 812      |
| 1850 | 1.032    |
| 1900 | 943      |
| 1950 | 1.409    |
| 1970 | 1.819    |
| 1980 | 4.105    |
| 2000 | 6.987    |

## Llocs de patrimoni d'importància nacional
L'Església catòlica de St. Wolfgang és a la llista dels llocs de patrimoni d'importància nacional.